# Johannes Franciscus Van Sterbeeck
Johannes Franciscus (Frans, François) Van Sterbeeck ( 1630 - 1693 ) fue un sacerdote dominico flamenco, botánico y boticario alemán. Publicó su obra Theatrum fungorum, primer texto dedicado a los hongos, cuya finalidad era ayudar a la identificación precisa de los hongos comestibles.

## Algunas publicaciones

### Libros
- 1682. Citricultura. 292 pp. En línea
- johannes franciscus van Sterbeeck, charles-emmanuel Biset, arnold Van Westerhout, joannes van Buyten, edouard Van Ordonie. 1675. Theatrum fungorum, oft Het tooneel der campernoelien waer inne vertoont wort de gedaente, ken-teeckens, natuere, crachten, voetsel, deught ende ondeught ... van alderhande fungien ... 396 pp. En línea Reeditó BiblioBazaar, 2010, 528 pp. ISBN 1148231404

Den Nederlandschen verstandigen hovenier, over de XII. maenden van het jaer, beschryvende hoe men op de beste en bequaemste maniere hoven, thuynen, lusthoven en boomgaerden verordineren, bereyden, beplanten en bezaeyen ... Als ook vermeerdert met eenen noodigen en gerieffelyken Medecyn-winkel ... Ed. Philippe Gimblet. 163 pp.
- La abreviatura «Van Sterbeeck» se emplea para indicar a Johannes Franciscus Van Sterbeeck como autoridad en la descripción y clasificación científica de los vegetales.[1]